# 토르비에른 하르

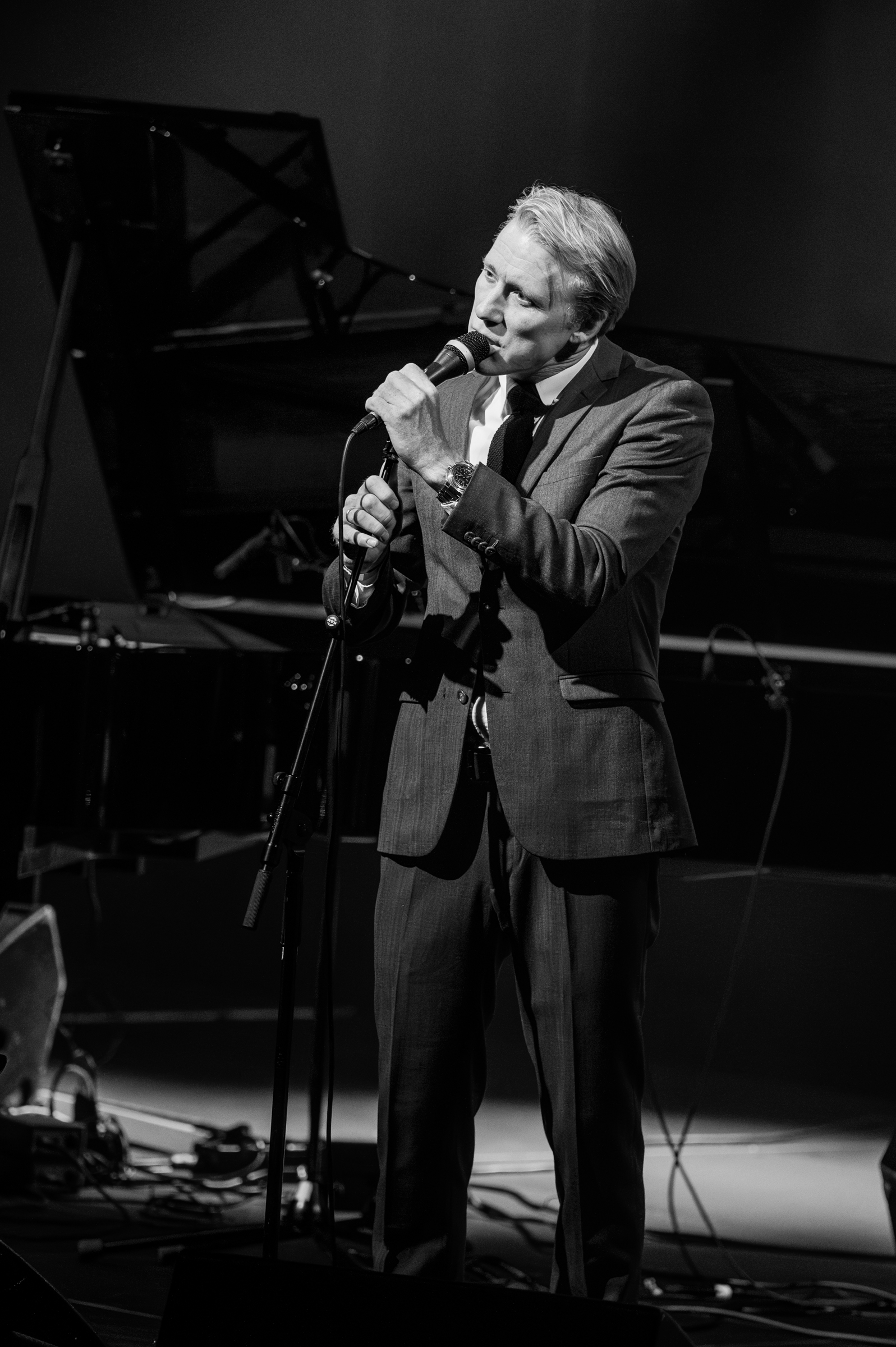

토르비에른 하르(노르웨이어: Thorbjørn Harr, 1974년 5월 24일 ~ )는 노르웨이의 배우이다.
오슬로에서 태어났다. 드라마 《바이킹스》 출연으로 알려져 있다.

## 방송
- 바이킹스 시즌2

## 영화
- 살육 호텔 (2020년) - 마티아스 역
- 아이들을 주의하라 (2019년)
- 더 터널 (2019년) - 스테인 역
- 7월 22일 (2018년)
- 스톡홀름 (2018년)
- 벨 칸토 (2018년)
- 라스트 킹: 왕가의 혈투  (2016년)
- 비욘드 슬립 (2015년)
- 인투 더 다크 (2012년)
- 하우스 오브 풀스 (2008년)
- 마르스 & 비너스 (2007년)